# Luci Calpurni Pisó Licinià
Luci Calpurni Pisó Licinià (Lucius Calpurnius Piso Licinianus) va ser un magistrat romà, fill de Marc Licini Cras Frugi (cònsol any 27) i d'Escribònia, una filla de Luci Escriboni Libó.
Era germà de Gneu Pompeu (mort en temps de Claudi per orde d'aquest), Marc Licini Cras Frugi (cònsol l'any 64 i mort per orde de Neró) i Licini Cras Escribonià (al que Antoni Prim va oferir l'imperi i el va refusar). Un altre germà, Magne, va ser mort també sota l'emperador Claudi. Luci Calpurni va ser adoptat per un Pisó Licinià, però no se sap per quin.
Quan Galba va pujar al tron el va adoptar com a fill i successor, però només va gaudir d'aquesta consideració quatre dies, ja que Otó, que esperava rebre aquest honor, es va revoltar amb els pretorians, l'any 69. Pisó va fugir i es va refugiar al temple de Vesta però els soldats el van treure d'allà arrossegant-lo i a la porta li van tallar el cap, que va ser enviat a Otó. Aquest el va guardar, però finalment el va vendre a Verània, la dona de Pisó, que el va enterrar junt amb el cos. Tenia 31 anys quan va morir i tenia una bona reputació com a home íntegre i de gran moralitat.